# Ronnie Stringwell
Ronnie Stringwell (* 1928 in Bramley (West Yorkshire)) ist ein ehemaliger britischer Radrennfahrer und nationaler Meister im Radsport.

## Sportliche Laufbahn
Stringwell war im Straßenradsport aktiv. 1950 (vor Bob Maitland) und 1951 (vor Brian Robinson) gewann er die nationale Meisterschaft im Bergzeitfahren. 1953 wurde er Vize-Meister hinter Roy Keighley.
1951 trug er bei einem Sturz eine Knöchelverletzung davon, die ihn später zur Aufgabe des Radsports zwang.